# Jack Pennick
Jack Pennick (parfois crédité J. Ronald Pennick) est un acteur américain né le 7 décembre 1895 à Portland, dans l'Oregon (États-Unis), et mort d'un cancer le 16 août 1964 à Manhattan Beach, en Californie.

## Biographie
Pennick est l'acteur qui travailla le plus avec John Ford (41 films).

## Filmographie partielle
- 1928 : Les Quatre Fils (Four Sons), de John Ford
- 1928 : La Maison du bourreau (Hangman's House), de John Ford
- 1928 : Plastered in Paris de Benjamin Stoloff
- 1929 : Force (The Mighty) de John Cromwell
- 1929 : Navy Blues de Clarence Brown
- 1929 : Le Costaud (Strong Boy), de John Ford
- 1930 : Born Reckless, de John Ford et Andrew Bennison
- 1930 : Way Out West de Fred Niblo
- 1931 : Les Titans du ciel (Hell Divers), de George W. Hill
- 1932 : Tête brûlée (Airmail), de John Ford
- 1932 : L'Express fantôme (The Phantom Express) d'Emory Johnson
- 1933 : Un cœur, deux poings (The Prizefighter and the Lady), de W. S. Van Dyke
- 1933 : Tugboat Annie, de Mervyn LeRoy
- 1933 : L'Irrésistible (Son of a Sailor) de Lloyd Bacon
- 1934 : Le Monde en marche (The World Moves On), de John Ford
- 1935 : Steamboat Round the Bend, de John Ford
- 1935 : Romance in Manhattan, de Stephen Roberts
- 1939 : La Chevauchée fantastique (Stagecoach), de John Ford
- 1939 : Sur la piste des Mohawks (Drums Along the Mohawk), de John Ford
- 1940 : Les Hommes de la mer (The Long Voyage Home), de John Ford
- 1941 : La Fille du péché (Lady from Louisiana), de Bernard Vorhaus
- 1941 : L'Appel du Nord (Wild Geese Calling), de John Brahm
- 1945 : Les Sacrifiés (They Were Expendable), de John Ford et Robert Montgomery
- 1948 : Le Massacre de Fort Apache (Fort Apache), de John Ford
- 1948 : Le Fils du désert (Three Godfathers), de John Ford
- 1949 : Le Bagarreur du Kentucky (The Fighting Kentuckian), de George Waggner
- 1953 : Le Monstre des temps perdus (The Beast from 20,000 Fathoms), d'Eugène Lourié
- 1958 : Lueur dans la forêt (The Light in the Forest) (comme conseiller technique), de Herschel Daugherty
- 1960 : Alamo (The Alamo), de John Wayne